# Josip Kolumbo
Josip Kolumbo (Kutjevo, 11. studenog 1905. – Zagreb, 14. kolovoza 1930.) bio je strojobravar i jedan od sedmorice sekretara SKOJ-a.
Rođen je 11. studenoga 1905. godine u Kutjevu. Otac mu je poginuo tijekom Prvog svjetskog rata, a pet godina kasnije umrla mu je i majka. Poslije završene osnovne škole, otišao je u Zagreb gdje je izučavao bravarski zanat.
Kao bravarski radnik u Zagrebu, sudjelovao je u radničkim štrajkovima. Godine 1922. postao je član SKOJ-a. Godinu dana kasnije zaposlio se u Željezničkoj radionici u Nišu, u kojoj je izabran za sekretara SKOJ-a, a ubrzo i za člana Pokrajinskog komiteta SKOJ-a za Srbiju. Više je puta zatvaran.
Krajem 1927. godine, KPJ ga je poslala na studij u Moskvu, na Sverdlovsko sveučilište. U Jugoslaviju se vratio za vrijeme Šestosiječanjske diktature i, nakon pogibije Mije Oreškog i Janka Mišića, stupio je na dužnost političkog sekretara Centralnog komiteta SKOJ-a.
Zajedno s Perom Popovićem Agom, organizacijskim sekretarom SKOJ-a, upao je u zasjedu na zagrebačkom Goljaku i u sukobu s policijom poginuo 14. kolovoza 1930. godine.
Pokopan je u Grobnici narodnih heroja na zagrebačkom groblju Mirogoj.